# イスマイル・アハメド・イスマイル
イスマイル・アハメド・イスマイル（アラビア語: إسماعيل أحمد إسماعيل、1984年9月10日 - ）はスーダンの陸上競技選手。専門は800mを主とする中距離走。北京オリンピック男子800m銀メダリスト。
イスマイルは6人兄弟の2番目の子としてハルツームに生まれた。ダルフールのフール人である。3000mの選手として陸上競技を始めたが、距離を短縮し800mの選手となった。
2002年の世界ジュニア陸上競技選手権大会800ｍで5位となった後、スーダン代表として出場したアテネオリンピック800mでは決勝に進出し8位となった。2008年8月23日北京オリンピック800mでは1分44秒70で走り、ウィルフレッド・ブンゲイに次ぐ2位となり銀メダルを獲得。イスマイルが獲得したこの時の銀メダルは、オリンピックにおけるスーダン代表初のメダルとなった。
その他、2003年の世界陸上競技選手権パリ大会では準決勝4着となり予選敗退、2009年の世界陸上競技選手権ベルリン大会800mでは準決勝途中棄権となった。2003年インド・ハイデラバードで開催されたアフロアジアンゲームズ800mにおいて優勝し金メダルを獲得している。
2012年ロンドンオリンピックの開会式ではスーダン選手団の旗手を務めた。

## 主な戦績
| 年度 | 大会名                         | 開催地                            | 種目 | 順位 |
| ---- | ------------------------------ | --------------------------------- | ---- | ---- |
| 2002 | 世界ジュニア陸上競技選手権大会 | キングストン（ ジャマイカ）       | 800m | 5位  |
| 2004 | オリンピック                   | アテネ（ ギリシャ）               | 800m | 8位  |
| 2004 | アフリカ陸上競技選手権大会     | ブラザヴィル（ コンゴ民主共和国） | 800m | 3位  |
| 2006 | アフリカ陸上競技選手権大会     | バンブース（ モーリシャス）       | 800m | 2位  |
| 2008 | オリンピック                   | 北京（ 中華人民共和国）           | 800m | 2位  |
| 2010 | 世界室内陸上競技選手権大会     | ドーハ（ カタール）               | 800m | 4位  |

### 記録
- 800m - 1分43秒82（2009年）
- 1500m - 3分41秒97（2005年）